# Wim Swerts
Wim Swerts, né le 19 avril 1966 à Tongres (province de Limbourg), est un auteur de bande dessinée, illustrateur et enseignant belge néerlandophone.

## Biographie

### Jeunesse
Wim Swerts naît le 19 avril 1966 à Tongres, le cadet d'une famille de cinq enfants. L'art est toujours présent dans la famille Swerts. Son défunt père, bien que magistrat de profession, il était juge de paix, passait son temps libre à travailler à l'écriture et à la mise en scène de pièces de théâtre. Mais la peinture à l’huile pouvait aussi le tenter. Son frère Piet Swerts (nl) devint plus tard un célèbre musicien classique. Les autres frères et sœurs ont tous quelque chose de créatif en eux qu’ils ont utilisé professionnellement ou autrement. D'autres membres de la famille, comme sa tante et le cousin de son père, étaient professeurs à l'Institut Saint-Luc. Il grandit en lisant des séries de bande dessinée flamandes familières, telles que Bob et Bobette de Willy Vandersteen, Gil et Jo de Jef Nys et Néron de Marc Sleen, mais il subit l'influence d'André Franquin et d'Albert Uderzo. Son objectif initial est de devenir un artiste raffiné, inspiré par un ami de son père, le peintre surréaliste Jef Thewissen.
Apparemment, le dessin était dans son sang. Il étudie les arts graphiques à l'École supérieure provinciale des arts de Hasselt de 1984 à 1990. Avec sa thèse Strip van de veil, pour laquelle il reçoit un prix, il entre en contact avec le monde flamand de la bande dessinée,.

### Carrière
En 1989, Wim Swerts est remarqué pour la première fois par le dessinateur de bande dessinée Jean-Pol (connu pour Kabouter Plop, Briochon et Sammy) lors d'une réunion de la Gilde flamande indépendante de bande dessinée. Wim Swerts aurait dû devenir l'assistant de Jean-Pol pour l'aider à dessiner la série Briochon, mais en mai 1990, Danny Verbiest lui demande d'adapter en bande dessinée la série télévisée pour la jeunesse Samson. Il publie un court récit humoristique dans le sixième numéro du périodique Jet des éditions Le Lombard en juin 1990.
En octobre 1990, Wim Swerts devient dessinateur indépendant et réalise au cours de l'été de la même année le premier livre de vacances de Samson. Jusqu'en 1993, Wim Swerts travaille principalement au merchandising du célèbre chien de la télévision. En 1993, les premières bandes dessinées de Samson et Gert arrivent sur le marché. Wim Swerts les réalisent en collaboration avec Jean-Pol.
En 1997, Wim Swerts fonde l'agence Lighthouse Productions avec son camarade et ami Luc Van Asten (Vanas). Luc Van Asten est chargé de la mise en couleur de Wim Swerts depuis 1990. En 1995, Luc Van Asten perfectionne celle-ci à l'aide de l'ordinateur. À partir de 1997, Wim Swerts et Luc Van Asten réalisent plusieurs nouvelles séries du Studio 100 après Samson et Gert, comme des bandes dessinées et des livres de lecture de Kabouter Plop et Pat le Pirate.
En 2000, Swerts et Vanas lancent une nouvelle série de bande dessinée autour du personnage d'Ambiorix à la demande du journal Het Belang van Limburg. Le scénariste Hec Leemans (Bakelandt, FC De Kampioenen) imagine trois récits basés sur Ambionix. En raison des circonstances, la série est interrompue, mais leur collaboration se poursuit. En 2003, à la demande de l'éditeur Standaard Uitgeverij et de Ketnet, ils travaillent ensemble sur une série de bande dessinée basée sur la série télévisée W817 (Wacht-een-even). Un an plus tard, ils réalisent deux albums de bande dessinée sur la star du tennis Kim Clijsters, intitulés Kim. En 2006, une autre nouvelle série de bande dessinée du même duo apparaît, cette fois en collaboration avec le scénariste Tom Bouden. La nouvelle série appelée En daarmee basta ! (Et avec ça Basta !), est également une adaptation d'une série télévisée Ketnet.
Dès 2011, sur un scénario de Hec Leemans, il lance une série dérivée du FC De Kampioenen autour de la figure de Mark Vertongen, nommée Vertongen et Cie.
Entre 1997 et 2001, Wim Swerts réalise également la mise en page et les bandes dessinées pour le magazine international du fan club des Bee Gees, BGQ.
En vingt-cinq ans, Wim Swerts a dessiné près de 190 publications (livres jeunesse et bandes dessinées),.
En 2017, il travaille sur sa propre série humoristique qui s'intitule Léon et Napoléon. La même année, il rend hommage à Gaston Lagaffe d'André Franquin à l'occasion du soixantième anniversaire de celui-ci, dans l'album Gefeliciflaterd ! publié aux éditions Dupuis. 
En outre, il participe à différents collectifs tels Sortilège II (BD Fly, 2013), Vesparadise (Wonderland Half Vier publications, 2014), Alianah, un conte de Guy d'Artet (BD Fly, 2015), Belles de scène (BD Fly, 2016), Carte blanche (Wonderland Productions, 2016), Menu belge (BD Fly, 2017), Sortilège III (BD Fly, 2018), Sortilège - Intégrale (C.M. Éditions, 2022). Il réalise encore l'affiche du festival de bande dessinée de Maasmechelen Maasland Strip en 2013.

### Gilde flamande indépendante de bande dessinée
Wim Swerts est également président de la Vlaamse Onafhankelijke Stripgilde (Gilde flamande indépendante de bande dessinée), l'association professionnelle légalement reconnue des artistes de bande dessinée flamande, de 2000 à 2003. Le prix Stripvos, un prix décerné au nom de la société de la bande dessinée pour une personne ou une organisation qui a soutenu de manière particulière la bande dessinée flamande, est l'une de ses réalisations.

### Enseignant
Avec Geert De Sutter, il dirige également le cours de dessinateur de bandes dessinées à SYNTRA Hasselt, De Sutter se concentrant sur la narration et Wim Swerts sur les aspects techniques du dessin numérique.

### Vie privée
Wim Swerts vit à Looz.

## Œuvres

### En revues et journaux
- Les Vandales de l'espace[4], (4 planches) dans Jet de juin-juillet-août 1990.

### Collectifs
- Sortilège II (BD Fly, 2013).
- Vesparadise (Wonderland Half Vier publications, 2014)
- Alianah[9] (BD Fly, 2015).
- Belles de scène[10] (BD Fly, 2016).
- Carte blanche[11] (Wonderland Productions, 2016).
- Menu belge[12] (BD Fly, 2017).
- 3. Sortilège III[13], BD Fly, janvier 2018
Scénario : Bruno Di Sano et Daniel Bardet - Dessin : collectif dont Wim Swerts - Couleurs : Laurent CarpentierTirage limité à 250 ex.
- Sortilège - Intégrale[14], C.M. éditions, 16 juin 2022
Scénario : Bruno Di Sano, Daniel Bardet, Christian Mathoul - Dessin : collectif dont Wim Swerts - Couleurs : Laurent Carpentier, Louis-Michel Carpentier, Alain Audry -  (ISBN 978-2-9602788-1-1),Couverture : Daniel Desorgher, Stéphane Dizier. Storyboard : Bruno Gilson. Avec Jo-El Azara, Francis Carin, Jean-Pol, Hec Leemans, André Taymans, Yannick Thiel.

### Littérature jeunesse
- Kabouter Plop (1997-2012).
- Pat le Pirate[15] (2002-2012).